# Polizeiruf 110: Im Sog
Im Sog ist ein deutscher Kriminalfilm von Edgar Kaufmann aus dem Jahr 1984. Der Fernsehfilm erschien als 88. Folge der Filmreihe Polizeiruf 110.

## Handlung
Von einer Lieferung an ein Centrum Warenhaus wird eine Kiste mit Handbohrmaschinen gestohlen. Lagerleiter ist Hans Wendereich, Sohn von Gertrud Wendereich, die ein Heimwerkerbedarfsgeschäft betreibt. Hans kann jedoch keine Schuld nachgewiesen werden. Tatsächlich müssen Oberleutnant Jürgen Hübner und Oberleutnant Lutz Zimmermann die Ermittlungen einstellen, weil der Fall nicht lösbar erscheint, gab es doch keinerlei Spuren. Auch die gestohlene Ware ist nicht aufgetaucht. Im Urlaub mit ihrem jüngeren Freund Kurt erfährt Gertrud unterdessen, dass Kurt zusammen mit seinen Freunden Peter Becher und Reiner Karsten die Kiste entwendet hat. Kurt beteuert, es Gertrud zuliebe getan zu haben. Gertrud verrät ihren Freund nicht, zumal sie glaubt, dass Kurt nur ein Mittäter war. Die drei Freunde haben beschlossen, die Ware ein halbes Jahr lang unangerührt in Reiners Garten zu lassen. Zudem brechen sie den Kontakt untereinander ab.
In dem halben Jahr lernt Reiner die junge Katrin kennen. Beide werden ein Paar und bald ist Katrin schwanger. Reiner will sie heiraten. Sie erfährt, dass er einen Garten hat, und will dort aktiv werden. Reiner drängt seine Freunde darauf, die heiße Ware aus seinem Garten zu holen, doch lehnt Kurt ab. Die drei Freunde wollen sich erstmals auf Gertruds Geburtstag wiedersehen. Kurt ist da, Peter erscheint, doch Reiner fehlt. Wenig später findet die Polizei ihn ermordet im Park. Er wurde erschlagen. Die Polizisten können Blutspuren sicherstellen, haben jedoch keinen Anhaltspunkt. Peter Becher hat ein Alibi und die Blutgruppe stimmt nicht überein. Gertrud und Kurt scheinen mit der Sache nichts zu tun zu haben, zumal beide Gastgeber der Geburtstagsfeier waren. 
Gertrud entdeckt in einem Ofen Reste von Reiners Personalausweis. Kurt gibt zu, dass er mit Reiner während Gertruds Geburtstagsfeier im Keller eine Auseinandersetzung hatte. Reiner wollte aussteigen und griff Kurt mit einer Eisenstange an. Beim Gerangel stürzte Reiner und schlug heftig mit dem Kopf an der Treppenkante auf. Er starb und Kurt brachte ihn heimlich in den Park, bevor er zur Feier zurückkehrte. Kurt beteuert, dass Reiner der Kopf der Diebesbande war. Die Ermittler lassen Peter beschatten, der Kurt aufsucht. Als Kurt vor Peter sogar jede Beteiligung am Raub abstreiten will, verlässt Gertrud wütend das Haus. Sie erfährt später von Peter, dass Kurt der Kopf der Bande war und Reiner eigentlich nur die Ware in seinem Garten lagerte. Von Reiners Mutter erfährt Gertrud, dass Reiner erschlagen wurde, die Tat also kein Unfall war. Als Gertrud Kurt aus der Wohnung werfen will, wird er wütend, und Gertrud schließt sich vor Angst ein. Die Ermittler haben unterdessen zwei Sachen herausgefunden: Die Blutgruppe von Kurt stimmt mit dem Blut überein, das am Toten gefunden wurde. Kurt war zudem während der Geburtstagsfeier einige Zeit verschwunden, vorgeblich um Wein aus dem Keller zu holen. Die Zeit reichte, um den toten Reiner aus dem Haus zu schaffen. Die Ermittler gehen zu Kurt und nehmen ihn fest. Die Tür geöffnet hatte ihnen die verängstigte Gertrud, die die Ermittler um Hilfe gegen Kurt bat. Auf der Wache unterschreibt Kurt wenig später das Vernehmungsprotokoll und bricht anschließend in Tränen aus.

## Produktion
Im Sog wurde vom 29. Juni bis 31. Juli 1983 unter dem Arbeitstitel Scheiden tut weh in Berlin, Potsdam sowie in den DEFA-Studios Potsdam-Babelsberg gedreht. Die Kostüme des Films schuf Joachim Dittrich, die Filmbauten stammen von Heinz Leuendorf. Der Film erlebte am 5. Februar 1984 im 1. Programm des Fernsehens der DDR seine Premiere. Die Zuschauerbeteiligung lag bei 48,5 Prozent.
Es war die 88. Folge der Filmreihe Polizeiruf 110. Oberleutnant Jürgen Hübner ermittelte in seinem 42. Fall und Oberleutnant Lutz Zimmermann in seinem 3. Fall.